# Orvos András (festőművész)
Orvos András (Békéscsaba, 1939. augusztus 27.) magyar festőművész.

## Pályafutása
1958 és 1963 között a Magyar Iparművészeti Főiskola textiltervező szakán tanult, ahol mestere Rákosy Zoltán volt, majd Mokos József impresszionista festő szabadiskolájában képezte magát. 1963-tól 1977-ig általános iskolai rajztanárként dolgozott. 1978-tól 1986-ig vezette budapesti Moholy-stúdiót. 1969-ben megfordult Párizsban. Rajzait korábban rendszeresen közölte az Élet és Irodalom, képeit gyakran bemutatta a Balatonboglári kápolnatárlatokon. 1986 óta tájképeinek témája a Dunakanyar. Mint szabadfoglalkozású festőművész Vácott él és dolgozik.

## Egyéni kiállítások
- 1972 • Fényes Adolf Terem, Budapest (kat.)
- 1973 • Budapesti Műszaki Egyetem, Budapest • Petőfi Sándor Művelődési Központ, Esztergom (kat.)
- 1974 • Bölcsészettudományi Kar Egyetemi Színpad
- 1975 • Fiatal Művészek Klubja, Budapest • Csepel Galéria, Budapest
- 1979 • Fényes Adolf Terem, Budapest (kat.) • Halászbástya, Budapest • Balaton Galéria, Balatonfüred
- 1980 • Görög templom, Vác • Tornyai János Múzeum, Hódmezővásárhely
- 1981 • Petőfi Sándor Művelődési Ház, Győr
- 1982 • Székely Bertalan Múzeum, Szada
- 1983 • Bástya Galéria, Budapest • Városi könyvtár, Vác
- 1984 • Pleitegeier, Bécs
- 1995 • Esti Kornél Irodalmi Kávéház, Vác
- 2001 • Arcus Galéria, Vác
- 2004 • Munkácsy Mihály Múzeum, Békéscsaba
- 2006 • Szlovák Intézet [Németh Árpáddal], Budapest
- 2008 • Trió, Horváth Endre Galéria, Balassagyarmat • Curia Galéria [Fekete Istvánnal], Vác
- 2009 • Trió, Újpest Galéria, Budapest • Görög Templom Kiállítóterem, Tragor Ignác Múzeum, Vác.

## Válogatott csoportos kiállítások
- 1965 • XII. Vásárhelyi Őszi Tárlat, Hódmezővásárhely
- 1966 • XIII. Vásárhelyi Őszi Tárlat, Tornyai János Múzeum, Hódmezővásárhely
- 1967 • Képzőművészeti Stúdió Kiállítása, Fáklya Klub, Budapest
- 1969 • No 1. csoport, József Attila Művelődési Központ
- 1970 • No 1 csoport, OEK, Pécs
- 1971 • No 1 csoport, Semmelweis Orvostudományi Egyetem • No 1 csoport, Állatkert oroszlánbarlangja • Balatonboglári kápolnatárlatok, Balatonboglár
- 1972 • Balatonboglári kápolnatárlatok, Balatonboglár • Fiatal budapesti művészek kiállítása, Ifjúsági Tribün Szalon, Újvidék
- 1973 • Kopernikusz emlékkiállítás, Budapesti Műszaki Egyetem, Budapest • Kápolna-műterem, Balatonboglár • Angyalföldi Képző- és Iparművészek Kiállítása, Műcsarnok, Budapest
- 1974 • XVII. Alföldi Tárlat, Békéscsaba
- 1975 • XVIII. Alföldi Tárlat, Békéscsaba • Vajda Lajos Stúdió Galéria, Szentendre
- 1976 • XIX. Alföldi Tárlat, Békéscsaba
- 1977 • Békés megyei művészek kiállítása, Mala G., Zrenjanin (YU)
- 1978 • VI. Országos Akvarell Biennálé, Tábornokház, Eger
- 1979 • XXI. Alföldi Tárlat, Békéscsaba
- 1980 • X. Salgótarjáni Tavaszi Tárlat, József Attila Művelődési Központ, Salgótarján • XXI. Nyári Tárlat, Szeged
- 1981 • G. Klex, Wrocław • XXII. Alföldi Tárlat, Békéscsaba • Festészet, Budapesti Történeti Múzeum, Budapest • Contemporary Hungarian Water Colors, Bankside Gallery, London • Nyitás I., Fészek Klub, Budapest
- 1983 • VIII. Országos Akvarell Biennálé, Tábornokház, Eger • I. Táblaképfestészeti Biennálé, Móra Ferenc Múzeum, Szeged • 30. Vásárhelyi Őszi Tárlat, Tornyai János Múzeum, Hódmezővásárhely
- 1984 • IX. Országos Akvarell Biennálé, Tábornokház, Eger
- 1985 • Ungarische Kunst, Staatliche Museum, Meiningen (Német Demokratikus Köztársaság)
- 1988 • Tavaszi Tárlat, Magyar Képzőművészek és Iparművészek Szövetsége, Műcsarnok, Budapest
- 1989 • A feltámasztott mimézis, Görög templom, Vác
- 1992 • Kapolcsi Művészeti Napok, Kapolcs
- 1994 • Tisztelet Munkácsynak, XXVIII. Alföldi Tárlat, Munkácsy Mihály Múzeum, Békéscsaba
- 1995 • Múzsa, Nagymaros • MTV • Vác
- 1996 • Ex voto, Tragor Ignác Múzeum, Vác
- 1997 • No 1 csoport, Ernst Múzeum, Budapest

## Művek közgyűjteményekben
- Munkácsy Mihály Múzeum, Békéscsaba
- Tragor Ignác Múzeum, Vác
- Xantus János Múzeum, Győr